# Gerardo Martino
Gerardo Daniel „Tata“ Martino (født 20. november 1962 i Rosario, Argentina) er en argentinsk fodboldtræner og tidligere fodboldspiller, der er træner for Mexicos fodboldlandshold. Han har tidligere blandt andet været træner for FC Barcelona.

## Titler

### Spiller
Newell's Old Boys
- Primera División de Argentina (3): 1987–88, 1990–91, 1992 Clausura

### Manager
Individual
- South American Coach of the Year (1): 2007

Libertad
- Primera División de Paraguay: 2002, 2003, 2006

Cerro Porteño
- Primera División de Paraguay: 2004

Newell's Old Boys
- Primera División de Argentina: 2013 Clausura

FC Barcelona
- Supercopa de España: 2013